# Dictyochaeta brevisetula
Dictyochaeta brevisetula är en svampart som först beskrevs av S. Hughes & W.B. Kendr., och fick sitt nu gällande namn av Whitton, McKenzie & K.D. Hyde 2000. Dictyochaeta brevisetula ingår i släktet Dictyochaeta och familjen Chaetosphaeriaceae.   Inga underarter finns listade i Catalogue of Life.